# Behrúz Džamšídí
Behrúz Džamšídí (* 22. srpna 1972) je bývalý íránský zápasník – klasik.

## Sportovní kariéra
Zápasení se věnoval aktivně od 18 let. Začínal s volným stylem, ze kterého se postupně přepracoval na klasický styl. V íránské reprezentaci se pohyboval od roku 1995. V roce 1996 se nekvalifikoval na olympijské hry v Atlantě ve váze do 90 kg. Od roku 1997 startoval ve váze do 85 (84) kg. V roce 1999 byl po zisku třetího místa na Mistrovství světa v Athénách pozitivně testován na anabolický steroid nandrolon a dostal dvouletý zákaz startu. Později v rozhovoru uvedl, že měl před turnajem problémy s kolenem, na který mu týmový lékař dal lék obsahující zmíněnou látku.
V roce 2003 ho reprezentační trenér Hasan Babak přemluvil k návratu a v roce 2004 se ve 32 letech kvalifikoval na své první olympijské hry v Athénách. V základní skupině olympijského turnaje prohrál s domácím Dimitriosem Avramisem 1:3 na technické body a ze skupiny do vyřazovacích bojů nepostoupil. Sportovní kariéru ukončil v roce 2006. Věnuje se trenérské a funkcionářské práci.

## Výsledky
| Turnaj            | 1995 | 1996 | 1997 | 1998 | 1999 | 2000 | 2001 | 2002 | 2003 | 2004 |
| Turnaj            | 23   | 24   | 25   | 26   | 27   | 28   | 29   | 30   | 31   | 32   |
| Turnaj            | -82  | -90  | -85  | -85  | -85  |      |      |      | -84  | -84  |
| ----------------- | ---- | ---- | ---- | ---- | ---- | ---- | ---- | ---- | ---- | ---- |
| Olympijské hry    |      | —    |      |      |      | X    |      |      |      | úč.  |
| Mistrovství světa | —    |      | —    | úč.  | 3.   |      | X    | —    | úč.  |      |
| Asijské hry       |      |      |      | 4.   |      |      |      | —    |      |      |
| Mistrovství Asie  | 3.   | úč.  | 3.   |      | —    | X    | X    |      | —    | —    |